# 南京聖パウロ教会

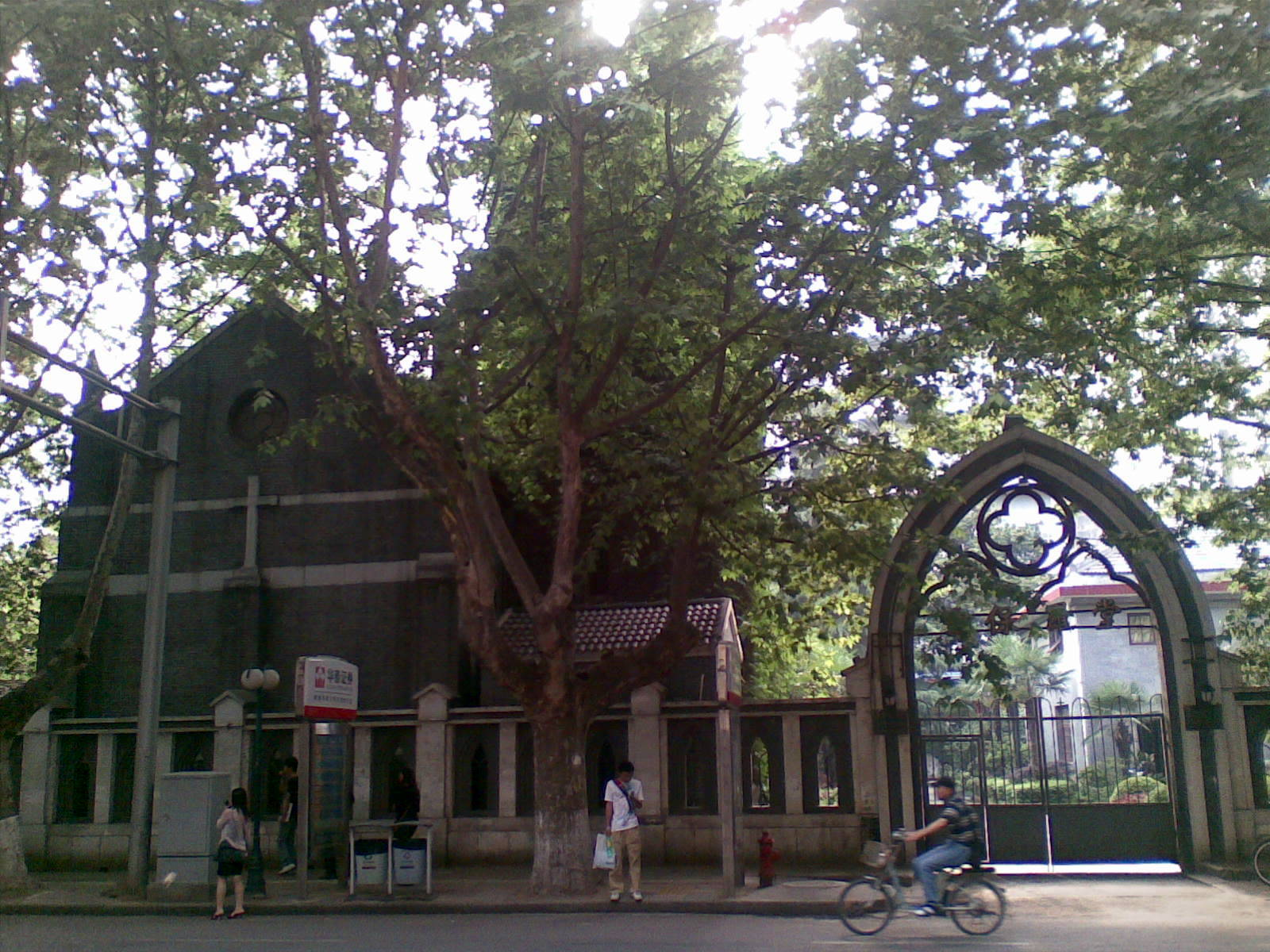
南京聖パウロ教会（南京市）の外観

南京聖パウロ教会（なんきんセイパウロきょうかい、中国語: 南京圣保罗堂、英語: Nanjing Saint Paul's Church）は、中華人民共和国江蘇省南京市秦淮区太平南路396号にある、有名なプロテスタント教会である。

## 概要
南京聖パウロ教会は1913年から1923年に米国聖公会によって建てられ、その後中華聖公会江蘇教区が管理し、鐘楼がそびえ立つゴシック様式の外観を持ち、内部には中国の伝統的な木造建築が使われている。外壁は磨かれた城壁レンガで造られ、窓辺や胸壁などには白い石が彫られている。 総費用は12万ドルだった。1935 年には、聖パウロ教会の信者の数は 1,000 人以上に増加し、東流鎮と唐山鎮にも支部教会ができた。
南京聖パウロ教会は 1966 年に文化大革命が勃発するまで通常通りの礼拝を続けたが、その後は工場として使われた。文化大革命後の1985年7月28日に、教会活動が正式に再開された。現在は江蘇省の文化財保護単位に指定されている。 

## 参照項目
- 中国のキリスト教
- 中国基督教協会
- 愛徳基金会#愛徳印刷会社 - 南京市にある中国最大のキリスト教聖書印刷所
- 金陵協和神学院 - 南京市にある中国プロテスタントの神学校
- 南京石鼓路天主経堂（英語版） - 南京市にあるカトリック大聖堂